# Malingsbo revir
Malingsbo revir var ett skogsförvaltningsområde tillhörigt Dalarnas överjägmästardistrikt som omfattade de inom Kopparbergs och Västmanlands län liggande delarna av kronoparken Kloten. Reviret, som var indelat i åtta bevakningstrakter, omfattade av kronoparken Kloten 24 761 hektar.